# モージェ (コルベイユ伯)
モージェ・ド・ノルマンディー（フランス語：Mauger de Normandie, 988年ごろ - 1032年）は、ノルマンディー公リシャール1世の三男で、妻ジェルメーヌを通してコルベイユ伯となった。ジェルメーヌはコルベイユ伯エイモンの娘か孫娘とみられる。「コルベイユ」とはセーヌ川沿いの現在のコルベイユ＝エソンヌであると考えられている。

## 生涯
モージェはノルマンディー公リシャール1世と2度目の妃グンノールの三男で、ノルマンディー公リシャール2世の弟でロベール1世の叔父にあたる。1012年にコルベイユ伯エイモンとエリザベート・ル・リッシュの娘か孫のジェルメーヌと結婚した。
モージェはモルタン伯ギヨーム・ゲルランク（fr）の父とも考えられているが、疑問がある。